# Guerra (pel·lícula)
Guerra (títol original en anglès, Warfare) és una pel·lícula bèl·lica del 2025 escrita i dirigida per Ray Mendoza i Alex Garland. Basada en les experiències de Mendoza durant la guerra de l'Iraq com a SEAL de la Marina dels Estats Units, la pel·lícula descriu una trobada que ell i el seu escamot van tenir el 19 de novembre de 2006 després de la batalla de Ramadi. El guió s'extreu dels testimonis dels membres de l'equip i es presenta en temps real. És protagonitzada per un repartiment coral que inclou D'Pharaoh Woon-A-Tai com a Mendoza, juntament amb Will Poulter, Cosmo Jarvis, Kit Connor, Finn Bennett, Joseph Quinn, Charles Melton, Noah Centineo i Michael Gandolfini. La pel·lícula està dedicada al membre de l'escamot Elliott Miller (interpretat per Jarvis a la pel·lícula), que va perdre la cama i la capacitat de parlar en l'incident. S'ha subtitulat al català.
Es va exhibir al cinema Music Box Theatre de Chicago el 16 de març de 2025 i es va distribuir als Estats Units a càrrec d'A24 l'11 d'abril de 2025 i al Regne Unit el 18 d'abril. Va rebre crítiques generalment positives i va recaptar 32,8 milions de dòlars.